# Großer Preis von Kanada 2005
Der Große Preis von Kanada 2005 (offiziell Formula 1 Grand Prix du Canada 2005) fand am 12. Juni auf dem Circuit Gilles-Villeneuve in Montreal statt und war das achte Rennen der Formel-1-Weltmeisterschaft 2005.

## Berichte

### Hintergrund
Nach dem Großen Preis von Europa führte Fernando Alonso in der Fahrerwertung mit 32 Punkten vor Kimi Räikkönen und Jarno Trulli. In der Konstrukteurswertung führte Renault mit 23 Punkten vor McLaren-Mercedes und mit 32 Punkten vor Toyota.
Vor dem Rennwochenende gab es einen Fahrerwechsel: Christian Klien kehrte bei Red Bull-Cosworth ins Cockpit zurück, nachdem er bei den vorherigen vier Rennen durch Vitantonio Liuzzi ersetzt wurde.
Mit Michael Schumacher (siebenmal) und Ralf Schumacher (einmal) traten zwei ehemaligen Sieger zu diesem Grand Prix an.

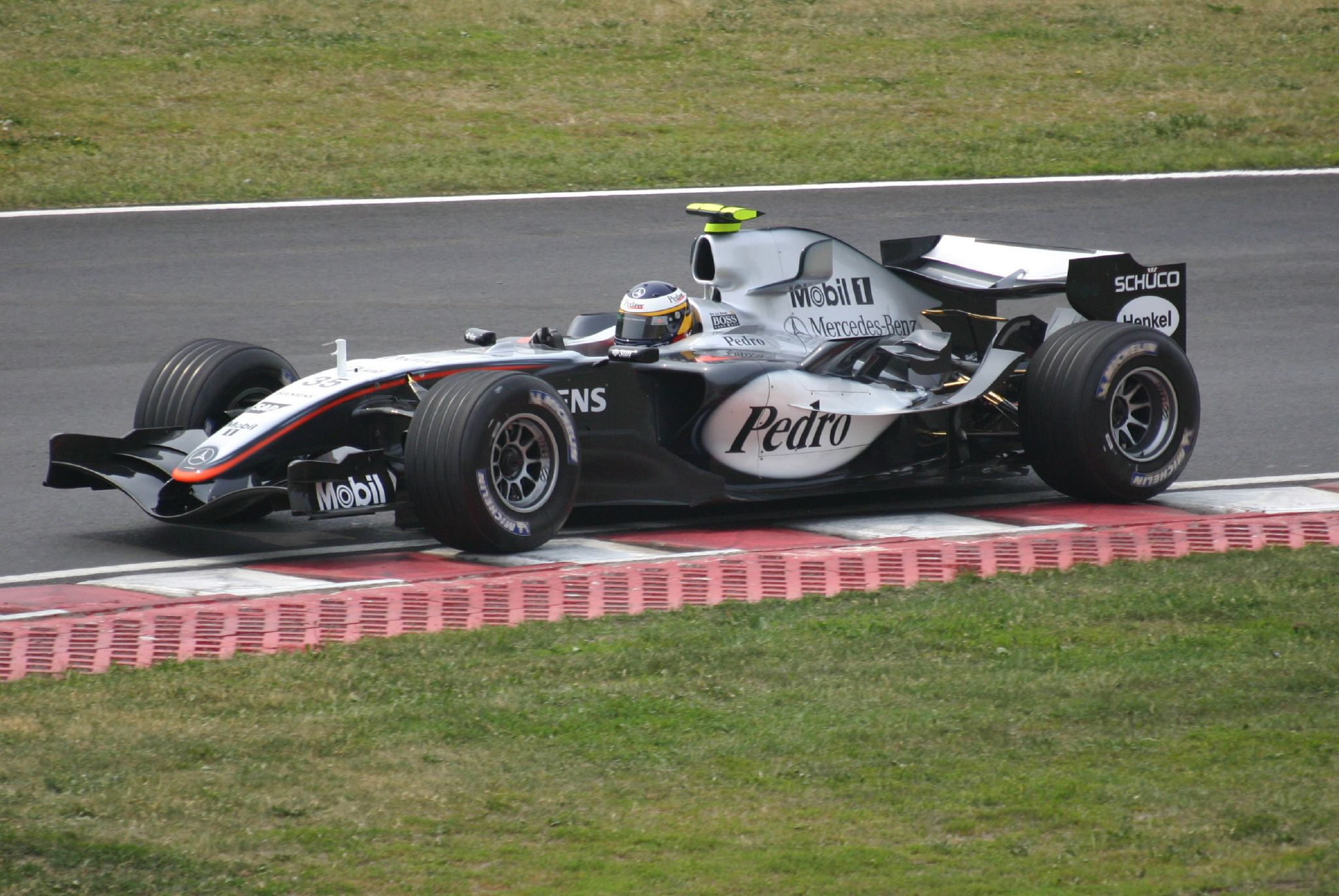
Pedro de la Rosa als Freitagsfahrer für McLaren-Mercedes.

### Training
Die letzten sechs Teams der Konstrukteursmeisterschaft 2004 waren berechtigt am Freitag im freien Training ein drittes Auto einzusetzen. Diese Fahrer fuhren am Freitag, traten aber weder im Qualifying noch im Rennen an. Pedro de la Rosa (McLaren-Mercedes), Scott Speed (Red Bull) und Ricardo Zonta (Toyota) nahmen in dieser Funktion an den Freitagstrainings teil.
Im ersten freien Training am Freitag war de la Rosa mit 1:16,415 Minuten Schnellster vor Zonta und Räikkönen. Im zweiten freien Training am Freitag fuhr de la Rosa mit 1:14,662 Minuten erneut die schnellste Zeit vor Zonta und Alonso.
Im dritten freien Training am Samstag war Alonso mit 1:15,582 Minuten vorne, gefolgt von Giancarlo Fisichella und Räikkönen. Im vierten und letzten freien Training am Samstag fuhr Räikkönen dann in 1:14,232 Minuten die schnellste Runde vor Alonso und Juan Pablo Montoya.

### Qualifikation
Trotz der positiven Leistungen von McLaren-Mercedes und Renault, die alle freien Trainingseinheiten an der Spitze beendeten, verlief das Qualifying anders und der BAR von Jenson Button eroberte die Pole-Position vor Michael Schumacher und dem WM-Führenden Alonso.

### Rennen

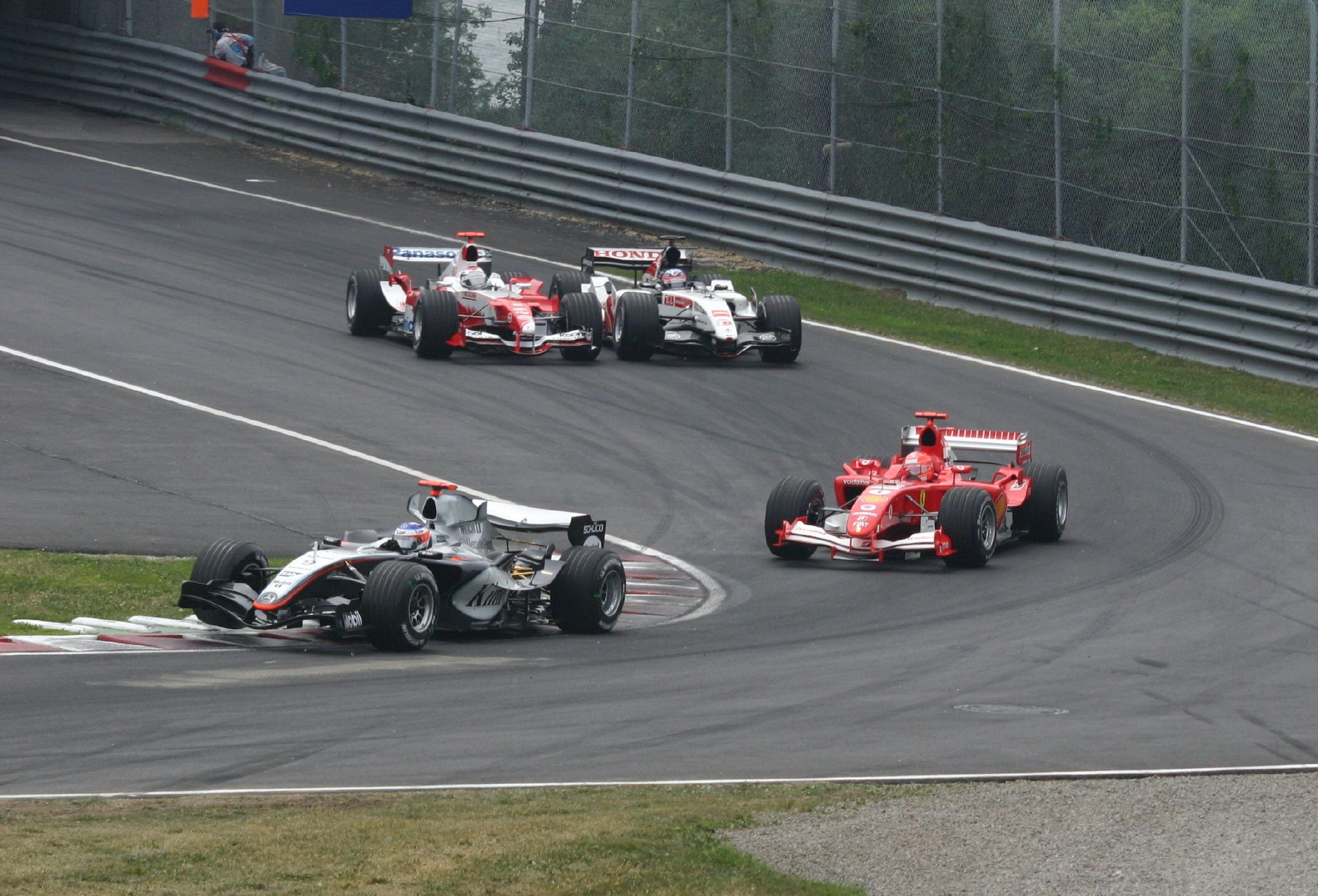
Der Kampf um den fünften Platz in der vierten Runde zwischen Kimi Räikkönen und Michael Schumacher.

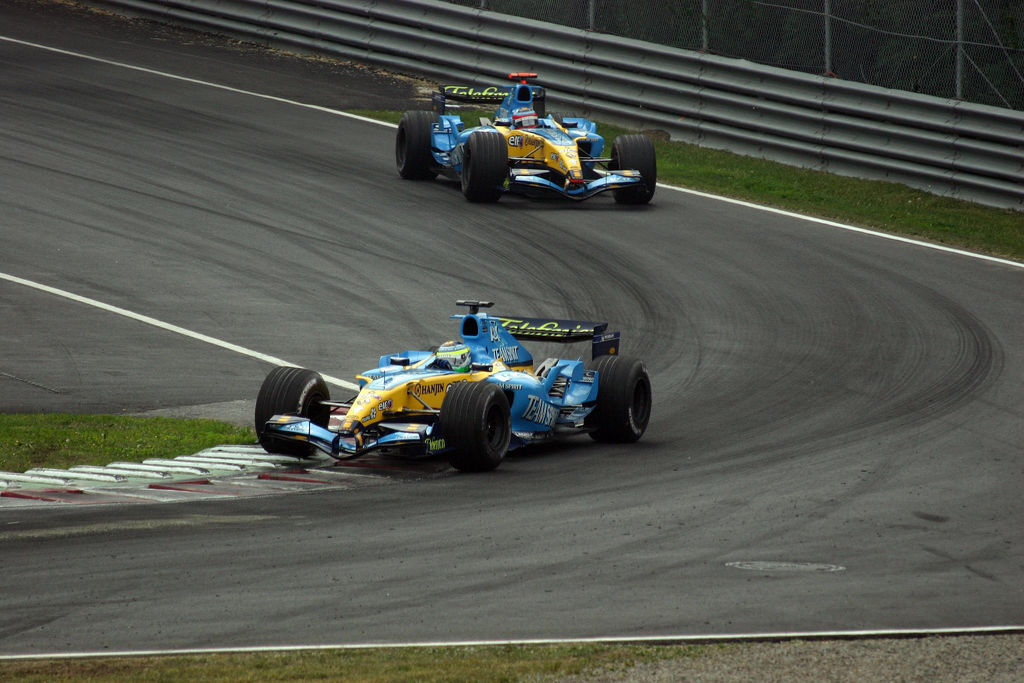
Die beiden Renault von Giancarlo Fisichella (vorne) und Fernando Alonso im Zweikampf.

Rubens Barrichello startete das Rennen aus der Boxengasse. Die beiden Renault legten einen großartigen Start hin, welcher sie auf die ersten beiden Plätze brachte, vor Button und Michael Schumacher, der auch von den McLaren von Montoya und Räikkönen überholt wurde. Der Kolumbianer und der Finne überholten anschließend auch noch Button und nutzten seinen ersten Stopp aus.
In der 33. Runde musste Fisichella, der bis zu diesem Zeitpunkt in Führung gelegen hatte, wegen eines Hydraulikproblems an seinem Auto aufgeben. Alonso erbte die erste Position, die er jedoch bereits nach sechs Runden wieder hergeben musste. Nach einem Kontakt mit der Mauer musste er wegen einer Beschädigung seiner Aufhängung aufgeben. Für den Spanier war es der erste Ausfall der Saison.
Nachdem die beiden Renaults aus dem Rennen waren, lag Montoya vor Räikkönen und Button an der Spitze. Am Ende der 47. Runde machte der Brite jedoch in der letzten Schikane einen Fehler und berührte die berühmte Wall of Champions. Sein Auto wurde dabei irreparabel beschädigt, sodass es auf der Zielgeraden auf dem Rasen landete und die Rennleitung das Safety-Car auf die Strecke bringen musste. Die Mehrheit der Fahrer nutzte die Gelegenheit und legte einen Stopp ein. Montoya stoppte stattdessen in der 49. Runde, verließ jedoch die Boxengasse an einer roten Ampe. Dem Kolumbianer wurde aufgrund dieses Verstoßes die schwarze Flagge angezeigt und er wurde disqualifiziert. Räikkönen, der auf den ersten Platz kletterte, gewann den Grand Prix vor den Ferrari von Michael Schumacher und Barrichello, der nach dem Start aus der Box das Podium erreichte und vom Ausfall von Trulli aufgrund von Bremsproblemen nach nur acht Runden profitierte. Felipe Massa mit Sauber, Mark Webber mit Williams, Ralf Schumacher mit Toyota und die beiden Red Bull David Coulthard und Klien belegten die restlichen Punkteränge.
Da der WM-Führende Alonso ausschied, konnte Räikkönen mit dem Sieg den Abstand in der Fahrerwertung drastisch verkürzen, Dritter blieb Trulli. In der Konstrukteurswertung blieben die ersten drei Positionen unverändert.

## Meldeliste
| Team                       | Nr. | Fahrer               | Chassis        | Motor                 | Reifen |
| -------------------------- | --- | -------------------- | -------------- | --------------------- | ------ |
| Scuderia Ferrari Marlboro  | 01  | Michael Schumacher   | Ferrari F2005  | Ferrari 3.0 V10       | B      |
| Scuderia Ferrari Marlboro  | 02  | Rubens Barrichello   | Ferrari F2005  | Ferrari 3.0 V10       | B      |
| Lucky Strike BAR Honda     | 03  | Jenson Button        | BAR 007        | Honda 3.0 V10         | M      |
| Lucky Strike BAR Honda     | 04  | Takuma Satō          | BAR 007        | Honda 3.0 V10         | M      |
| Mild Seven Renault F1 Team | 05  | Fernando Alonso      | Renault R25    | Renault 3.0 V10       | M      |
| Mild Seven Renault F1 Team | 06  | Giancarlo Fisichella | Renault R25    | Renault 3.0 V10       | M      |
| BMW-Williams F1 Team       | 07  | Mark Webber          | Williams FW27  | BMW 3.0 V10           | M      |
| BMW-Williams F1 Team       | 08  | Nick Heidfeld        | Williams FW27  | BMW 3.0 V10           | M      |
| West McLaren-Mercedes      | 09  | Kimi Räikkönen       | McLaren MP4-20 | Mercedes-Benz 3.0 V10 | M      |
| West McLaren-Mercedes      | 10  | Juan Pablo Montoya   | McLaren MP4-20 | Mercedes-Benz 3.0 V10 | M      |
| West McLaren-Mercedes      | 35  | Pedro de la Rosa     | McLaren MP4-20 | Mercedes-Benz 3.0 V10 | M      |
| Sauber Petronas            | 11  | Jacques Villeneuve   | Sauber C24     | Petronas 3.0 V10      | M      |
| Sauber Petronas            | 12  | Felipe Massa         | Sauber C24     | Petronas 3.0 V10      | M      |
| Red Bull Racing            | 14  | David Coulthard      | Red Bull RB1   | Cosworth 3.0 V10      | M      |
| Red Bull Racing            | 15  | Christian Klien      | Red Bull RB1   | Cosworth 3.0 V10      | M      |
| Red Bull Racing            | 37  | Scott Speed          | Red Bull RB1   | Cosworth 3.0 V10      | M      |
| Panasonic Toyota Racing    | 16  | Jarno Trulli         | ToyotaTF105    | Toyota 3.0 V10        | M      |
| Panasonic Toyota Racing    | 17  | Ralf Schumacher      | ToyotaTF105    | Toyota 3.0 V10        | M      |
| Panasonic Toyota Racing    | 38  | Ricardo Zonta        | ToyotaTF105    | Toyota 3.0 V10        | M      |
| Jordan Grand Prix          | 18  | Tiago Monteiro       | Jordan EJ15    | Toyota 3.0 V10        | B      |
| Jordan Grand Prix          | 19  | Narain Karthikeyan   | Jordan EJ15    | Toyota 3.0 V10        | B      |
| Minardi F1 Team            | 20  | Patrick Friesacher   | Minardi PS05   | Cosworth 3.0 V10      | B      |
| Minardi F1 Team            | 21  | Christijan Albers    | Minardi PS05   | Cosworth 3.0 V10      | B      |

Anmerkungen
1. 1 2 3  Nahm nur am Freitagstraining teil.

## Klassifikationen

### Qualifying
| Pos. | Fahrer               | Konstrukteur      | Zeit       | Start |
| ---- | -------------------- | ----------------- | ---------- | ----- |
| 01   | Jenson Button        | BAR-Honda         | 1:15,217   | 01    |
| 02   | Michael Schumacher   | Ferrari           | 1.15,475   | 02    |
| 03   | Fernando Alonso      | Renault           | 1:15,561   | 03    |
| 04   | Giancarlo Fisichella | Renault           | 1:15,577   | 04    |
| 05   | Juan Pablo Montoya   | McLaren-Mercedes  | 1:15,669   | 05    |
| 06   | Takuma Satō          | BAR-Honda         | 1:15,729   | 06    |
| 07   | Kimi Räikkönen       | McLaren-Mercedes  | 1:15,923   | 07    |
| 08   | Jacques Villeneuve   | Sauber-Petronas   | 1:16,116   | 08    |
| 09   | Jarno Trulli         | Toyota            | 1:16,201   | 09    |
| 10   | Ralf Schumacher      | Toyota            | 1:16,362   | 10    |
| 11   | Felipe Massa         | Sauber-Petronas   | 1:16,661   | 11    |
| 12   | David Coulthard      | Red Bull-Cosworth | 1:16,890   | 12    |
| 13   | Nick Heidfeld        | Williams-BMW      | 1:17,081   | 13    |
| 14   | Mark Webber          | Williams-BMW      | 1:17,749   | 14    |
| 15   | Christijan Albers    | Minardi-Cosworth  | 1:18,214   | 15    |
| 16   | Christian Klien      | Red Bull-Cosworth | 1:18,249   | 16    |
| 17   | Narain Karthikeyan   | Jordan-Toyota     | 1:18,664   | 17    |
| 18   | Tiago Monteiro       | Jordan-Toyota     | 1:19,034   | 18    |
| 19   | Patrick Friesacher   | Minardi-Cosworth  | 1:19,574   | 19    |
| 20   | Rubens Barrichello   | Ferrari           | keine Zeit | Box   |

Anmerkungen
1. ↑  Barrichello wurde zum Rennen zugelassen, da er im Training ausreichend schnell gefahren war.

### Rennen
| Pos. | Fahrer               | Konstrukteur      | Runden | Stopps | Zeit        | Start | Schnellste Runde |
| ---- | -------------------- | ----------------- | ------ | ------ | ----------- | ----- | ---------------- |
| 01   | Kimi Räikkönen       | McLaren-Mercedes  | 70     | 2      | 1:32:09,290 | 07    | 1:14,384 (23.)   |
| 02   | Michael Schumacher   | Ferrari           | 70     | 3      | + 1,137     | 02    | 1:14,838 (32.)   |
| 03   | Rubens Barrichello   | Ferrari           | 70     | 2      | + 40,483    | Box   | 1:15,480 (46.)   |
| 04   | Felipe Massa         | Sauber-Petronas   | 70     | 2      | + 55,139    | 11    | 1:16,008 (18.)   |
| 05   | Mark Webber          | Williams-BMW      | 70     | 2      | + 55,779    | 14    | 1:15,401 (23.)   |
| 06   | Ralf Schumacher      | Toyota            | 69     | 2      | + 1 Runde   | 10    | 1:15,827 (44.)   |
| 07   | David Coulthard      | Red Bull-Cosworth | 69     | 2      | + 1 Runde   | 12    | 1:16,414 (17.)   |
| 08   | Christian Klien      | Red Bull-Cosworth | 69     | 2      | + 1 Runde   | 16    | 1:16,299 (46.)   |
| 09   | Jacques Villeneuve   | Sauber-Petronas   | 69     | 3      | + 1 Runde   | 08    | 1:15,945 (26.)   |
| 10   | Tiago Monteiro       | Jordan-Toyota     | 67     | 3      | + 3 Runden  | 18    | 1:17,344 (19.)   |
| 11   | Christijan Albers    | Minardi-Cosworth  | 67     | 3      | + 3 Runden  | 15    | 1:18,462 (15.)   |
| –    | Jarno Trulli         | Toyota            | 62     | 2      | DNF         | 09    | 1:15,872 (43.)   |
| –    | Jenson Button        | BAR-Honda         | 46     | 2      | DNF         | 01    | 1:15,189 (30.)   |
| –    | Nick Heidfeld        | Williams-BMW      | 43     | 1      | DNF         | 13    | 1:15,752 (20.)   |
| –    | Takuma Satō          | BAR-Honda         | 40     | 2      | DNF         | 06    | 1:16,044 (14.)   |
| –    | Patrick Friesacher   | Minardi-Cosworth  | 39     | 2      | DNF         | 19    | 1:18,709 (33.)   |
| –    | Fernando Alonso      | Renault           | 38     | 1      | DNF         | 03    | 1:14,727 (38.)   |
| –    | Giancarlo Fisichella | Renault           | 32     | 1      | DNF         | 04    | 1:14,890 (24.)   |
| –    | Narain Karthikeyan   | Jordan-Toyota     | 24     | 1      | DNF         | 17    | 1:17,015 (20.)   |
| DSQ  | Juan Pablo Montoya   | McLaren-Mercedes  | 52     | 2      | –           | 05    | 1:14,576 (24.)   |

Anmerkungen
1. ↑  Montoya wurde während des Rennens disqualifiziert, da er die Boxengasse trotz roter Ampel verlassen hatte.

## WM-Stände nach dem Rennen
Die ersten acht des Rennens bekamen 10, 8, 6, 5, 4, 3, 2 bzw. 1 Punkt(e).

### Fahrerwertung
| Pos. | Fahrer               | Konstrukteur      | Punkte |
| ---- | -------------------- | ----------------- | ------ |
| 01   | Fernando Alonso      | Renault           | 59     |
| 02   | Kimi Räikkönen       | McLaren-Mercedes  | 37     |
| 03   | Jarno Trulli         | Toyota            | 27     |
| 04   | Nick Heidfeld        | Williams-BMW      | 25     |
| 05   | Michael Schumacher   | Ferrari           | 24     |
| 06   | Mark Webber          | Williams-BMW      | 22     |
| 07   | Rubens Barrichello   | Ferrari           | 21     |
| 08   | Ralf Schumacher      | Toyota            | 20     |
| 09   | Giancarlo Fisichella | Renault           | 17     |
| 10   | David Coulthard      | Red Bull-Cosworth | 17     |
| 11   | Juan Pablo Montoya   | McLaren-Mercedes  | 16     |
| 12   | Felipe Massa         | Sauber-Petronas   | 7      |

| Pos. | Fahrer             | Konstrukteur      | Punkte |
| ---- | ------------------ | ----------------- | ------ |
| 13   | Alexander Wurz     | McLaren-Mercedes  | 06     |
| 14   | Jacques Villeneuve | Sauber-Petronas   | 05     |
| 15   | Pedro de la Rosa   | McLaren-Mercedes  | 04     |
| 16   | Christian Klien    | Red Bull-Cosworth | 4      |
| 17   | Vitantonio Liuzzi  | Red Bull-Cosworth | 1      |
| 18   | Tiago Monteiro     | Jordan-Toyota     | 0      |
| 19   | Jenson Button      | BAR-Honda         | 0      |
| 20   | Narain Karthikeyan | Jordan-Toyota     | 0      |
| 21   | Christijan Albers  | Minardi-Cosworth  | 0      |
| 22   | Takuma Satō        | BAR-Honda         | 0      |
| 23   | Patrick Friesacher | Minardi-Cosworth  | 0      |
| –    | Anthony Davidson   | BAR-Honda         | 0      |

### Konstrukteurswertung
| Pos. | Konstrukteur     | Punkte |
| ---- | ---------------- | ------ |
| 01   | Renault          | 76     |
| 02   | McLaren-Mercedes | 63     |
| 03   | Toyota           | 47     |
| 04   | Williams-BMW     | 47     |
| 05   | Ferrari          | 45     |

| Pos. | Konstrukteur      | Punkte |
| ---- | ----------------- | ------ |
| 06   | Red Bull-Cosworth | 22     |
| 07   | Sauber-Petronas   | 12     |
| 08   | Jordan-Toyota     | 0      |
| 09   | BAR-Honda         | 0      |
| 10   | Minardi-Cosworth  | 0      |